# Bombi Bitt och jag (TV-serie)
Bombi Bitt och jag är en svensk TV-serie från 1968 byggd på Fritiof Nilsson Piratens debutroman Bombi Bitt och jag (1932) med Bengt Lagerkvist som regissör. Första avsnittet premiärvisades den 27 januari 1968  och fotograf var Bertil Wiktorsson. Romanen filmades även år 1936 i regi av Gösta Rodin, se Bombi Bitt och jag. Från april 2013 finns TV-serien i sin helhet tillgänglig i Sveriges Televisions Öppet arkiv.

## Rollista
- Stellan Skarsgård – Bombi Bitt
- Reiner Albrecht – Eli (jag)
- Åke Fridell – Vricklund, konstnär
- Ann-Marie Gyllenspetz – Elisa
- Åke Grönberg – Jöns Pumpare
- Margaretha Krook – Sissa Strid, ”Franskan” ”Sockerhoran”
- Sigge Fürst – Wolff
- Göthe Grefbo – Riomio
- Georg Årlin – Brentano
- Ingvar Kjellson – Elof
- Curt 'Minimal' Åström – kraftmätarmannen
- Fritiof Billquist – prosten
- Dagmar Olsson – prostinnan
- Åke Lindström – Per Åstrandsson
- John Harryson – länsman Altberg
- Toivo Pawlo – Vallackaren
- Gudrun Brost – Vallackarens käring
- Axel Düberg – bonden
- Bengt Eklund – Smith
- Bengt Ekerot – Kabusaprästen
- Tor Isedal – Nils Gallilé
- Hanny Schedin – Boel piga hos Eli
- Ulf Johanson – stortiggare Berggren
- Solveig Ternström – Texas ros
- Hans Lindgren – sekreteraren
- Håkan Serner – lantmannen
- Nils Fritz – Jonas Halshugg
- Valsø Holm – Jens Mangepenge
- Fylgia Zadig – spindelmänniskan
- Björn Gustafson – slaktaren
- Ernst Günther – smeden
- Arne Ragneborn – idioten
- Sten Mattsson – en man
- Curt Ericson – Tosterupsgästgivaren
- Arne Lind – skolkamraten
- Hans Caldaras – sångaren
- Ramon Sylvan – signor Alessandro
- Fritiof Nilsson Piraten - berättaren

## Produktion
TV-serien spelades in under sommaren 1967 i Skåne i Vollsjö, Ravlunda, Kivik och Stenshuvud.

## Avsnitt
1. Fiskafänget
2. Kyrksilvret
3. Rävjakten
4. Dagen före marknaden
5. Kiviks marknad